# Atsuhiro Miura
Atsuhiro Miura (Oita, 24. srpnja 1974.) japanski je nogometaš.

## Klupska karijera
Igrao je za Yokohama Flügels, Yokohama F. Marinos, Tokyo Verdy, Vissel Kobe i Yokohama FC.

## Reprezentativna karijera
Za japansku reprezentaciju igrao je od 1999. do 2005. godine. Odigrao je 25 utakmice postigavši 1 pogodak.
S japanskom reprezentacijom Atsuhiro Miura je igrao na Copa América 1999., Azijskom kupu 2000., 2004, Kupa konfederacija 2001. i 2005.

## Statistika
| Japan  | Japan | Japan |
| Godina | Nast. | Gol.  |
| ------ | ----- | ----- |
| 1999.  | 5     | 1     |
| 2000.  | 8     | 0     |
| 2001.  | 3     | 0     |
| 2002.  | 0     | 0     |
| 2003.  | 1     | 0     |
| 2004.  | 6     | 0     |
| 2005.  | 2     | 0     |
| Ukupno | 25    | 1     |

## Vanjske poveznice
- National Football Teams
- Japan National Football Team Database